# Вилар пероса (оръжие)
Villar Perosa M15 е италианско преносимо автоматично огнестрелно оръжие. Счита се за първия истински картечен пистолет. Оръжието е разработено като авиационно по време на Първата световна война.
Първоначално е проектирано да бъде използвано от втория член на екипажа / наблюдател на военни самолети, а по-късно е дадено на сухопътните войски. Между май и ноември 1916 г. на всеки пехотен батальон на италианската армия е определен взвод, а от май 1917 г. броят им е увеличен на 3 на батальон.

## Дизайн
Villar Perosa е проектиран като преносима картечница с двойна цев, изстрелваща 9-милиметрови проектили. Той се състои от две независими съединени оръжия, всяко със собствена цев, стрелкови механизъм и пълнител за 25 патрона.
Тъй като първоначално е проектиран да се използва срещу самолети, той е има висока скорострелност – над 1500 патрона в минута. На практика обаче, 9-милиметровият боеприпас не е достатъчно мощен. Оръжието, обаче, се оказва доста ефективно при близка стрелба.